# Kisenosato Yutaka
Kisenosato Yutaka (稀勢の里 寛?) (nacido el 3 de julio de 1986 como Yutaka Hagiwara (萩原 寛 Hagiwara Yutaka?)) es un exluchador de sumo de Ibaraki, Japón. 

## Trayectoria
Hizo su debut profesional en 2002, y alcanzó la categoría makuuchi en 2004,, exactamente con 18 años. Después de varios años consiguió acceder al grado de ozeki, el segundo con  mayor nivel, en enero de 2012.
Consiguió más de 20 veces dobles dígitos en el rango de ōzeki. En 2016 consiguió ser el luchador con más victorias del año. Después de ser segundo en 12 ocasiones, en enero de 2017 consiguió su primer título en la primera división de sumo (yūshō) con 14 victorias y 1 derrota. Con esta victoria consiguió acceder al mayor grado como luchador de sumo, yokozuna, convirtiéndose en el primer luchador japonés en conseguirlo desde 1998, cuando fue nombrado Wakanohana.

## Retirada como luchador
El 16 de enero de 2019 anuncia su retirada como luchador, el día después del tercer día del torneo de Tokio, después de tres derrotas consecutivas.